# هوي سلاتر
هوي سلاتر (بالإنجليزية: Howie Slater)‏ هو لاعب كرة قدم أمريكية أمريكي، ولد في 9 مارس 1903، وتوفي في 18 مارس 1964.